# Patrick Hürlimann
Patrick Hürlimann (Zugo, 9 luglio 1963) è un giocatore di curling svizzero.

## Biografia
Partecipò all'età di 34 anni ai XVIII Giochi olimpici invernali edizione disputata a Nagano (Giappone) nel 1998, riuscendo ad ottenere la medaglia d'oro nella squadra svizzera con i connazionali Patrik Lörtscher, Daniel Müller, Diego Perren e Dominic Andres.
Nell'edizione la nazionale canadese ottenne la medaglia d'argento, la norvegese quella di bronzo.